# Filostorgiusz
Filostorgiusz (łac. Philostorgius; ur. 368 w Borissos w Kapadocji, zm. 433) – historyk Kościoła starożytnego, wyznawca arianizmu.

## Życiorys
Urodził się w Kapadocji, ale w 388 wyjechał do Konstantynopola, gdzie spędził większą część życia. Został uczniem i zwolennikiem nauki Eunomiusza, przedstawiciela skrajnego arianizmu. Wiele podróżował, m.in. do Palestyny i Aleksandrii.
Filostorgiusz napisał Historię Kościoła, w 12 księgach, obejmującą okres od 300 do 425. Dzieło to jest retrospektywną apologią i pochwałą skrajnego arianizmu. Filostorgiusz w swojej pracy wychwalał m.in. Aecjusza, Eunomiusza, Euzebiusza z Nikomedii, Teofila z Indii, zwalczał natomiast poglądy m.in. biskupa Cezarei Palestyńskiej Akacjusza oraz Bazylego Wielkiego. Zachowały się tylko fragmenty tego dzieła w wyciągach, sporządzonych przez Focjusza oraz jego charakterystyka, w której obok krytyki treści z pozycji ortodoksyjnych zawarty jest także podziw autora dla stylu pisarstwa Filostorgiusza jako wytwornego, górnolotnego, pełnego wdzięku i uroku, choć dla czytelnika nie zawsze jasnego i przyjemnego w odbiorze.